# Ryszard Doliński
Ryszard Doliński (ur. 1957) – polski aktor teatralny, filmowy i telewizyjny; także reżyser teatralny.

## Życiorys
Ukończył w 1984 PWST w Warszawie Wydział Sztuki Lalkarskiej w Białymstoku. Mieszka w Białymstoku, gdzie od 1983 występuje jako aktor-lalkarz w Białostockim Teatrze Lalek.
Ojciec aktora i reżysera Piotra Dolińskiego.

## Spektakle teatralne (role)
Białostocki Teatr Lalek
- 1983: Panto i Pantamto reż. W. Wieczorkiewicz
- 1984: Trzy świnki reż. K. Rau
- 1986: Dekameron 8.5 reż. J. Wilkowski
- 1993: Żywa klasa reż. W. Kobrzyński
- 1993: Czerwony Kapturek reż. K. Fischer (wznowienie w 2005 r. - reż. A. Beya Zaborski)
- 1995: Niech żyje Punch! reż. W. Szelachowski i W. Fełenczak
- 1996: Cyrano de Bergerac reż. M. Pecko
- 1997: Państwo Fajnackich reż. W. Szelachowski
- 1998: Krótki kurs wychowania seksualnego reż. W. Szelachowski
- 1999: Percewal reż. W. Kobrzyński
- 2000: Scrooge czyli opowieść wigilijna reż. A. Rozhin
- 2002: My się wilka nie boimy reż. P. Nosálek
- 2004: Pinokio reż. W. Czołpiński
- 2005: Baron Munchhausen. Pierwsza odsłona reż. W. Szelachowski
- 2006: Zielony wędrowiec reż. K. Rau
- 2006: Komediant reż. M. Pecko
- 2007: Fasada reż. Duda Paiva
- 2007: Biegun reż. E. Piotrowska
- 2008: Choroba jasna św. Mikołaja reż. W. Szelachowski
- 2008: Sindbad reż. A. Veres
- 2009: Księga dżungli reż. J. Malinowski
- 2009: Pod-grzybek reż. K. Rau
- 2009: Szwejk reż. P. Nosálek
- 2010: Lis reż. P. Tomaszuk
- 2010: Marsz, marsz Gombrow... ski reż. Ch. Bochdansky
- 2011: Księżniczka Angina reż. P. Aigner
- 2011: Koralina czyli wojna o światy reż. W. Fełenczak
- 2011: Widmo Antygony reż. F. Montecchi
- 2012: Czarne ptaki Białegostoku reż. E. Bass

## Filmografia
- 1998: U Pana Boga za piecem jako Śliwiak
- 2001: Oko Boga jako Dreizer Davicz
- 2005: Jeszcze żyję z wieszakiem, lizakiem i czapką jako Evžen Deka
- 2007: U Pana Boga w ogródku (film) jako Śliwiak
- 2007, 2009: U Pana Boga w ogródku (serial) jako Śliwiak
- 2009: U Pana Boga za miedzą jako Śliwiak
- 2009: Popiełuszko. Wolność jest w nas jako Starszy więzień
- 2011: Układ warszawski jako „Landryna” (odc. 12)
- 2012: Ojciec Mateusz jako gospodarz (odc. 95)
- 2013: Bilet na Księżyc jako Kierownik warsztatu samochodowego, szef Antka
- 2013: Obcy jako Promowy
- 2015: Body/Ciało jako Ślusarz
- 2016: Druga szansa jako Jurek, ochroniarz w szpitalu (odc. 13 i 15)
- 2021: Czarna Dama jako Prorok
- 2021: Wszystkie nasze strachy jako Stary Nowak
- 2023: U Pana Boga w Królowym Moście jako Śliwiak

## Nagrody i odznaczenia
- 1987: nagroda dla młodego aktora na XXII Ogólnopolskim Przeglądzie Teatrów Małych Form w Szczecinie za rolę w przedstawieniu Scenariusz dla trzech aktorów Bogusława Schaeffera w Białostockim Teatrze Lalek
- 1995: nagroda aktorska na XVII Ogólnopolski Festiwal Teatrów Lalek w Opolu za rolę Puncha w spektaklu Niech żyje Punch! w reż. W. Fełenczaka
- 1996: główna nagroda V Konkursu Teatrów Ogródkowych w Warszawie za rolę tytułową w przedstawieniu Niech żyje Punch! Anonima oraz Wielka Ogródkowa dla wszystkich twórców tego spektaklu
- 1997: nagroda aktorska na XXXII Ogólnopolskim Przeglądzie Teatrów Małych Form KONTRAPUNKT '97 w Szczecinie za rolę Puncha w spektaklu Niech żyje Punch! w reż. W. Fełenczaka
- 1997: nagroda na IV TST w Toruniu za najwybitniejszą kreację aktorską - rolę tytułową w przedstawieniu Niech żyje Punch! Anonima w Białostockim Teatrze Lalek
- 1998: Srebrny Krzyż Zasługi[4]
- 2006: nagroda aktorska na XI Międzynarodowym Festiwalu Teatralnym „Biała Wieża” w Brześciu (Białoruś) za rolę Puncha w spektaklu Niech żyje Punch! w reż. W. Fełenczaka
- 2007: Nagroda Artystyczna Prezydenta Miasta Białegostoku za osiągnięcia w dziedzinie tworzenia i upowszechniania kultury
- 2008: nagroda za najlepszą kreację męską (rolę Włóczęgi) w spektaklu Fasada w reż. D. Paivy podczas XV Międzynarodowego Festiwalu Teatrów Lalek SPOTKANIA w Toruniu
- 2008: Zasłużony dla Województwa Podlaskiego
- 2008: Srebrny Medal „Zasłużony Kulturze Gloria Artis”[5]
- 2010: nagroda aktorska za najlepszą kreację męską za rolę tytułowego Lisa podczas Międzynarodowego Festiwalu Teatrów Lalek SPOTKANIA w Toruniu
- 2011: nagroda aktorska na XVIII Międzynarodowym Festiwalu Teatrów Lalek „Spotkania” w Toruniu za najlepszą rolę męską – rolę Kanclerza Witamińskiego w przedstawieniu Księżniczka Angina
- 2012: nagroda aktorska na XXV Międzynarodowym Festiwalu Teatralnym „Walizka” w Łomży za najlepszą kreację męską za rolę tytułowego Lisa
- 2013: Henryk - Nagroda Sekcji Lalkowej ZASP
- 2014: wyróżnienie na XXI Międzynarodowym Festiwalu Teatrów Lalek „Spotkania” w Toruniu za rolę Andrieja Prozorowa w spektaklu After Play w reż. B. Michalika
- 2016: Złota Halabarda za rolę „warunków atmosferycznych na Morzu Północnym” w spektaklu Kandyd, czyli Optymizm w reż. P. Aignera przyznana przez Tajną Kapitułę Wyzwolenia Artystycznego Olsztyńskiego Teatru Lalek i Teatrów Lalek W Ogóle w kategorii „najmniejsze kreacje aktorskie”
- 2019: Nagroda na 19. Festiwalu Teatru Polskiego Radia i Teatru Telewizji Polskiej „Dwa Teatry” w Sopocie za rolę męską w słuchowisku Życie na zderzaku[3]
- 2019: Nagroda Sekcji Teatrów Lalek ZASP w kategorii „Sztuka lalkarska - aktorska” w szczególności za rolę tytułową w spektaklu ONY w reż. Jacka Malinowskiego wg dramatu Marty Guśniowskiej
- 2019: nagroda aktorska na Festiwalu Teatru Polskiego Radia i Teatru Telewizji Polskiej „Dwa Teatry” w Sopocie za rolę Michała Zalewskiego w słuchowisku Życie na zderzaku. Białostockie drogi do wolności w reż. Waldemara Modestowicza
- 2022: Honorowe Wyróżnienie Prezydenta Miasta Białegostoku „Urbi Meritus - Zasłużony Miastu”[6]